# Johan Knudsen
Johan Pavia Morten Jeremias Knudsen (* 13. April 1922 in Narsaq; † 25. Oktober 1973 im Meer bei Utoqqarmiut) war ein grönländischer Landesrat.

## Leben
Johan Knudsen war der Sohn von Karnis Andreas Emanuel Knudsen und seiner Frau Kristine Marie Kirsten Karen Motzfeldt. 1959 wurde der Kaufmann Knudsen erstmals in den Rat der Gemeinde Narsaq gewählt. 1963 war er Vorsitzender des Gemeinderats. 1967 stellte er sich zur Wahl für den Landesrat auf, unterlag aber Erik Egede. 1971 trat er erneut an; diesmal gelang ihm der Einzug in den Landesrat. Er starb während seiner Amtszeit beim Absturz eines Hubschraubers am 25. Oktober 1973 sechs Kilometer nördlich von Utoqqarmiut. Er und der ebenfalls getötete Jørgen Poulsen wurden durch Hendrik Nielsen und Lars Godtfredsen ersetzt.